# Pnuts
Pnuts — динамический скриптовой язык программирования для платформы Java. Предназначен для использования в системах написанных на языке программирования Java. Основная цель проекта Pnuts — предоставление небольшого, быстрого скриптового языка, имеющего хорошую интеграцию с Java. Pnuts использует простой синтаксис, дружественный для java разработчиков.

## Связь с Java
Поскольку Java и Pnuts используют один и тот же байт-код, Java код может легко ссылаться или определить Pnuts функции. Кроме того, код написанный на Pnuts может легко манипулировать Java-объектами. Также в Pnuts можно объявлять java-классы. Так как код написанный на Pnuts компилируется в байт-код, эти классы могут использоваться в Java также как и родные java-классы. Классы, написанные на Pnuts впоследствии могут быть заменены классами написанными на Java без каких-либо других изменений кода.
Синтаксис Pnuts очень похож на синтаксис Java. Ниже приведен пример кода написанный на Java, в то же время являющийся валидным скриптом Pnuts:
```
import
 
java.util.ArrayList
;

import
 
java.util.List
;
 

List
<
String
>
 
countries
 
=
 
new
 
ArrayList
<
String
>
();
 

countries
.
add
(
"Canada"
);
 

countries
.
add
(
"Austria"
);
 

countries
.
add
(
"Brazil"
);
 

Collections
.
sort
(
countries
);
 

for
 
(
String
 
country
 
:
 
countries
)
 

	
System
.
out
.
println
(
"Hello "
 
+
 
country
);

```

Тот же самый пример, написанный на Pnuts:
```
use
(
"pnuts.lib"
)
 
// Standard module that makes sort, println and other functions available. 

countries
 
=
 
[
"Canada"
,
 
"Austria"
,
 
"Brazil"
]
 

sort
(
countries
)
 

for
 
(
country
 
:
 
countries
)
 
println
(
"Hello "
 
+
 
country
)

```

## История
Pnuts был первоначально разработан в 1997 году Toyokazu Tomatsu как средство тестирования классов Java. Позже язык Pnuts был расширен, ориентируясь в основном на главные функции необходимые скриптовому движку, такие как модульная система и компилятор байт-кода.